# Neochavesia caldasiae
Neochavesia caldasiae är en insektsart som först beskrevs av Alfred Serge Balachowsky 1957. 
Neochavesia caldasiae ingår i släktet Neochavesia och familjen ullsköldlöss. Inga underarter finns listade i Catalogue of Life.